# Panórama Mikrolimánou
Panórama Mikrolimánou är en ort i Grekland.   Den ligger i prefekturen Nomarchía Anatolikís Attikís och regionen Attika, i den sydöstra delen av landet, 40 km sydost om huvudstaden Aten. Panórama Mikrolimánou ligger 1 meter över havet och antalet invånare är 172.
Terrängen runt Panórama Mikrolimánou är kuperad västerut, men söderut är den platt. Havet är nära Panórama Mikrolimánou åt sydost.  Närmaste större samhälle är Kalývia Thorikoú, 16,0 km nordväst om Panórama Mikrolimánou. 